# Diipolia
Diipolia eller Dipolia (grekiska) var en fest, även kallad Bufonia efter själva offret, som med tjuroffer årligen firades till Zeus Polieus' ära på Akropolis i Aten. Festen firades den 14:e dagen i midsommarmånaden Skirophorion, i juni eller juli.